# ولاية كلس
وِلَايَةُ كِلِّس (بالتركية: Kilis ili) ولاية تركية وعاصمتها كلس. تبلغ مساحتها 1,239 كم2 ويبلغ عدد سكانها 114,724 نسمة كما يبلغ معدل الكثافة السكانية 92/كم2 تقع في جنوب تركيا. سكانها من العرب والكرد والترك.

## أعلام
- أحمد صالح دال
- فؤاد قاراقوش